# 陶卜齐站
陶卜齐站，位于中國内蒙古呼和浩特市赛罕区，邮政编码010073，建于1923年，是京包铁路上的一个车站。离北京站636公里，离包头站196公里。距上行车站民族站12公里，距下行车站郭家营站6公里。该站隶属呼和浩特铁路局集宁车务段。办理客运业务（旅客乘降；行李、包裹托运）和货运业务（办理整车，不办理危险货物发到），为四等车站，本站及相邻上下行区间均为电气化区段。